# Чернов, Александр Владимирович (футболист)
Алекса́ндр Влади́мирович Черно́в (укр. Олександр Володимирович Чернов; род. 13 июля 2002, Сарны) — украинский футболист, полузащитник клуба «Оболонь», выступающий на правах аренды за клуб «Виктория».

## Биография
Родился в Сарнах, Ровенская область. В юношеском чемпионате Волынской и Ровенской области, а также ДЮФЛУ выступал за «Маяк» (Сарны), КОЛИФКС (Костополь) и «ВИК-Волынь» (Владимир-Волынский). В сезоне 2019/20 годов был игроком юношеской (U-19) команды «крестоносцев».
В преддверии старта сезона 2020/21 годов переведён в «Волынь-2». В футболке второй команды лучан дебютировал 6 сентября 2020 в победном (3:1) домашнем поединке 1-го тура группы А Второй лиги Украины против винницкой «Нивы». Александр вышел на поле в стартовом составе, а на 68-й минуте его заменил Вадим Ольхович. Первым голом во взрослом футболе отличился 8 мая 2021 года на 26-й минуте ничейного (1:1) домашнего поединка 21-го тура группы А Второй лиги Украины против львовских «Карпат». Чернов вышел на поле в стартовом составе, а на 78-й минуте его заменил Вадим Ольхович. В сезоне 2020/21 годов сыграл 20 матчей (1 гол) во Второй лиге Украины. В футболке первой команд лучан дебютировал 5 июня 2021 года в проигранном (0:2) выездном поединке 29-го тура Первой лиги Украины против франковского «Прикарпатья». Чернов вышел на поле на 46-й минуте, заменив Евгения Протасова.